# روس فليتني
روس فليتني (بالإنجليزية: Ross Flitney)‏ (1 يونيو 1984 بهيتشن في المملكة المتحدة - ) هو لاعب كرة قدم بريطاني في مركز حراسة المرمى. لعب مع برايتون أند هوف ألبيون ونادي أرسنال ونادي بارنت ونادي دونكاستر روفرز ونادي غيلينغهام ونادي فولهام ونادي ييدينغ ‏ وEastleigh F.C. ‏ ونادي دوفر أتليتيك وCroydon Athletic F.C. ‏ وغرايز أتلاتيك ‏.

## وصلات خارجية
- روس فليتني على موقع قاعدة بيانات كرة القدم.إي يو (الإنجليزية)
- روس فليتني على موقع Soccerbase.com (لاعب) (الإنجليزية)
- روس فليتني على موقع Soccerway.com (الإنجليزية)